# Griot

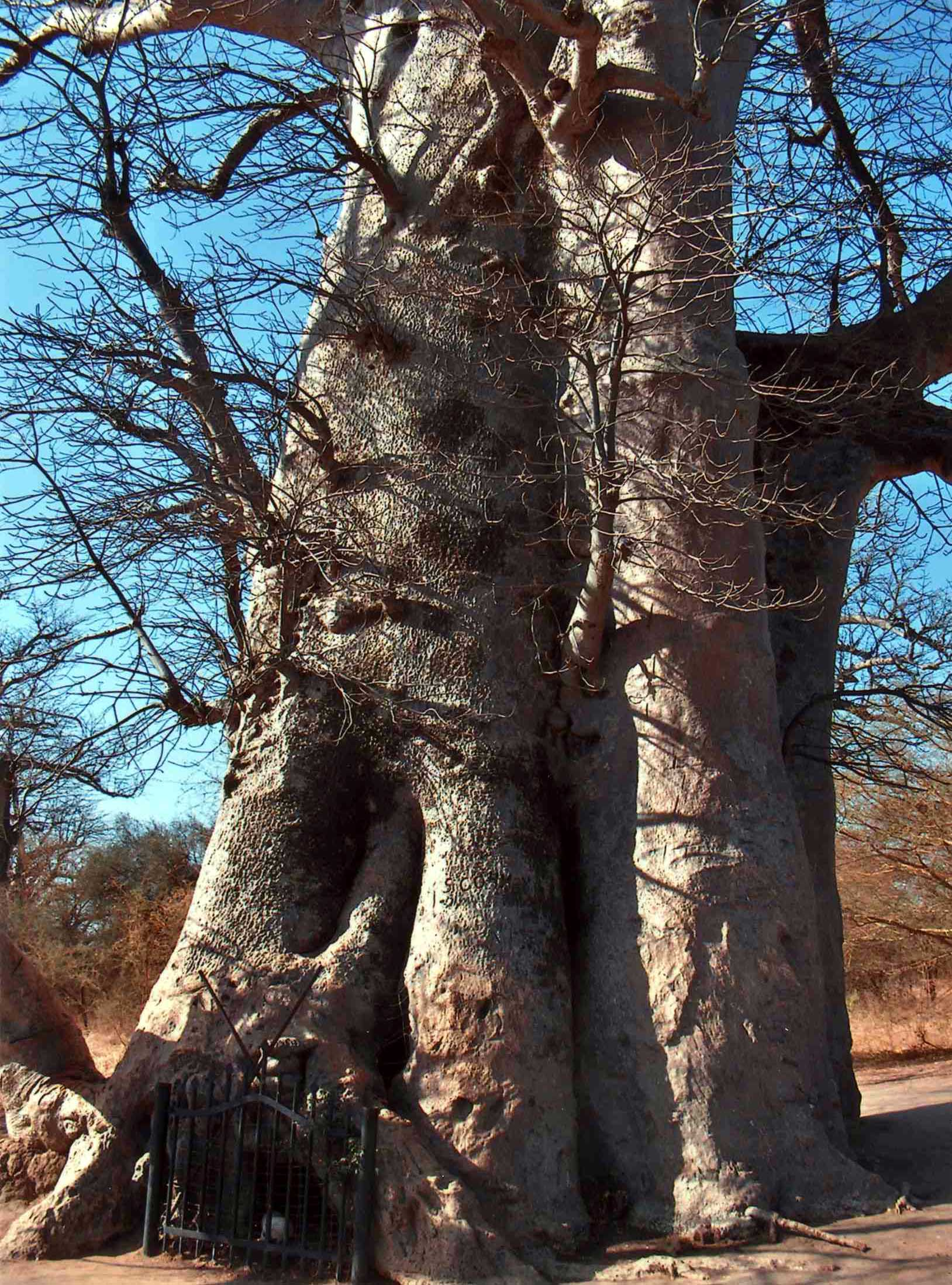
Tento prastarý baobab, rostoucí v Senegalu, slouží jako živoucí mausoleum pro ostatky slavných místních griotů

Griot - tradent (ten, který předává zprávu, např. historickou) historie. V průběhu historie se jeho role měnila, nadále zůstává aktivní v rurálních (venkovských) oblastech západní Afriky, v široké oblasti od senegalského pobřeží na východ až do Nigérie, a na jih k Pobřeží slonoviny. V dřívějších dobách byl jeho vliv mnohem větší, především pak na dvoře vládců západoafrické říše Mali byl griot jedním z nejbližších důvěrníků panovníka ve funkci překladatele, tradenta historie, vychovatele předních představitelů aristokracie, vedoucí dvorského protokolu, a také často působil jako mediátor meziklanových a kmenových konfliktů.

## Jazyková a geografická problematika
Tradičně znám pod názvem jali (značící krev) v jazyce mandinka, jeli v severních dialektech mandinka, jali v jižních oblastech mandinka, v jazyce wolof se užívá termín guewel, ve fulbštině gawlo a v hasanijské arabštině se užívá termínu igawen. V Mauretánii, v jejím kastovním systému, měli igawen původně vyšší postavení, později pod tlakem arabských válečnických klanů se dostávají do vazalského statusu. V dřívějších dobách bylo jejich geografické rozšíření spojeno především s vlivem populací Mande, v současnosti se grioti vyskytují v oblastech etnik Fulbů, Hausů, Songhajců, Tukulerů, Wolof, Serer, a v různých částech Mauritánie. Zdá se, že vlastní slovo griot přešlo nejprve do francouzštiny pronikáním Evropanů do senegambijské oblasti v 18. století, zkomolením arabského oawwal. Wolofský termín guewel nebo fulbský gawlo nemusely mít stejný význam, ač popisovaly grioty. V některých oblastech byli grioti spíše potulnými vypravěči či muzikanty, jinde zase působili jako vzdělávací médium v odlehlých vesnicích.

## Sociální a historická problematika
Již od nejstarších dob byla kasta griotů přísně endogamní, zároveň tedy byla jejich funkce dědičná, a stejně jako kdysi, lze i nyní snadno podle rodinného jména poznat, jestli jedinec náleží k této kastě. Připomeňme, že v západní Africe také existuje nezávislá skupina bardů soraw, která nikdy podobný kastovní systém jako grioti neměla, a ani se nikdy neřídila přísnými zákony endogamních komunit. Písemně je spolehlivě výskyt tradentů jali doložen svědectvím významného středověkého cestovatele Ibn Battúty který navštívil, po mnohaletém putování po světě, v polovině 14. století říši Mali v plném rozkvětu, a nazval je turžman, tedy překladatel, a uvedl, že turžman byl výjimečným lingvistou. Jali byli většinovou společností přijímáni s jistou dávkou strachu a opovržení, a v rámci sociální hierarchie byli součástí kast různých řemeslnických činností, zvaných nyamakala, stejně jako řemeslníci nebo kováři. Grioti však také, pokud bylo třeba, dokázali falšovat a upravovat historii tak, jak si to žádala tehdejší situace, a to i přesto, že byli profesionálními vykladači historie.

## Grioti jako důležitá součást aristokracie středověkých afrických říší v západní Africe
Elitní představitelé jali se vzdělávali u prominentních představitelů klanu Diabate, jehož profesionální tradenti historie působili především v městečku Keyla, nedaleko řeky Niger. Keyla proslula ve vrcholném období říše Mali, jako centrum učenosti pro začínající grioty, kteří se zde vzdělávali, a kam také směřoval výnosný obchod se zlatem ze zlatonosných dolů oblasti Bure, která byla nedaleko, a kde se zároveň střetávaly obchodní cesty, dále vedoucí do předních center rané islámské vzdělanosti Dia a Birú (dnešní Walata v jihovýchodní Mauritánii). U dvora malijských vládců, kromě obvyklých povinností, byli jale osobně zodpovědní za vzdělávání elitních představitelů aristokracie, osobně velebili skutky starých vládců, a přijímali významné delegace obchodníků, i prominentní představitele klanů z širokého okolí. Známý africký epos Sundiata, o stejnojmenném pololegendárním králi a zakladateli Říše Mali Sundiata Keitovi, jehož hlavní jale byl Balla Fasséké, se tak dochoval právě jen díky staletým nepřerušeným tradicím afrických griotů. Na dvoře panovníka Songhajské říše působil mezi grioty i jejich elitní představitel wandu, který zastával mj. i funkci posla zpráv, především byl pak vliv griotů silný v hlavním městě Gao, kde ještě dlouho po přijetí islámu přetrvávala zkostnatělost starých animistických rituálů.